# Guerra de los Ochenta Años
La guerra de los Ochenta Años (conocida en España como guerra de Flandes y en los Países Bajos como guerra de independencia de los Países Bajos) fue una guerra que enfrentó a las Diecisiete Provincias de los Países Bajos contra su soberano Felipe II de España. La rebelión contra el monarca comenzó en el año 1568, en tiempos de Margarita de Parma, gobernadora de los Países Bajos, y finalizó en el 1648 con el reconocimiento de la independencia de las siete Provincias Unidas, hoy conocidas como Países Bajos. Como pretexto, las relaciones de Margarita con la nobleza neerlandesa protestante nunca fueron del todo fluidas. Este hecho, sumado a su inoperancia y a la distancia existente entre ambos países, hizo que se fueran alejando cada vez más de la política española en busca de sus intereses económicos y políticos con un aire de independencia que comenzaba a gestarse en el ambiente. Los países que hoy se conocen como Bélgica y Luxemburgo formaban parte de las Diecisiete Provincias, pero permanecieron leales a la Corona (los territorios bajo el dominio del Obispado de Lieja no formaban parte de las Diecisiete Provincias, sino directamente estaban en el Sacro Imperio Romano Germánico).
El resultado final de la guerra de los Ochenta Años fue la independencia oficial de los Países Bajos tras la Paz de Westfalia; pero no está tan claro que esta fuera la causa de la guerra. Esta fue el resultado final de las discrepancias entre la Monarquía Hispánica y la parte de los súbditos a los que tenían que gobernar en estas provincias. 
Las Provincias Unidas emergieron de la guerra como una potencia mundial gracias a su poderosa armada y flota mercante, y experimentaron un importante auge económico y cultural.
Para la Corona española, la independencia de las Provincias Unidas representó una gran pérdida de prestigio. El mantenimiento económico de la guerra durante un periodo tan prolongado contribuyó en gran parte a provocar las sucesivas bancarrotas de la Corona española a lo largo de los siglos XVI y XVII, y al hundimiento de la economía de España.

## Antecedentes a la guerra

### Los intereses españoles

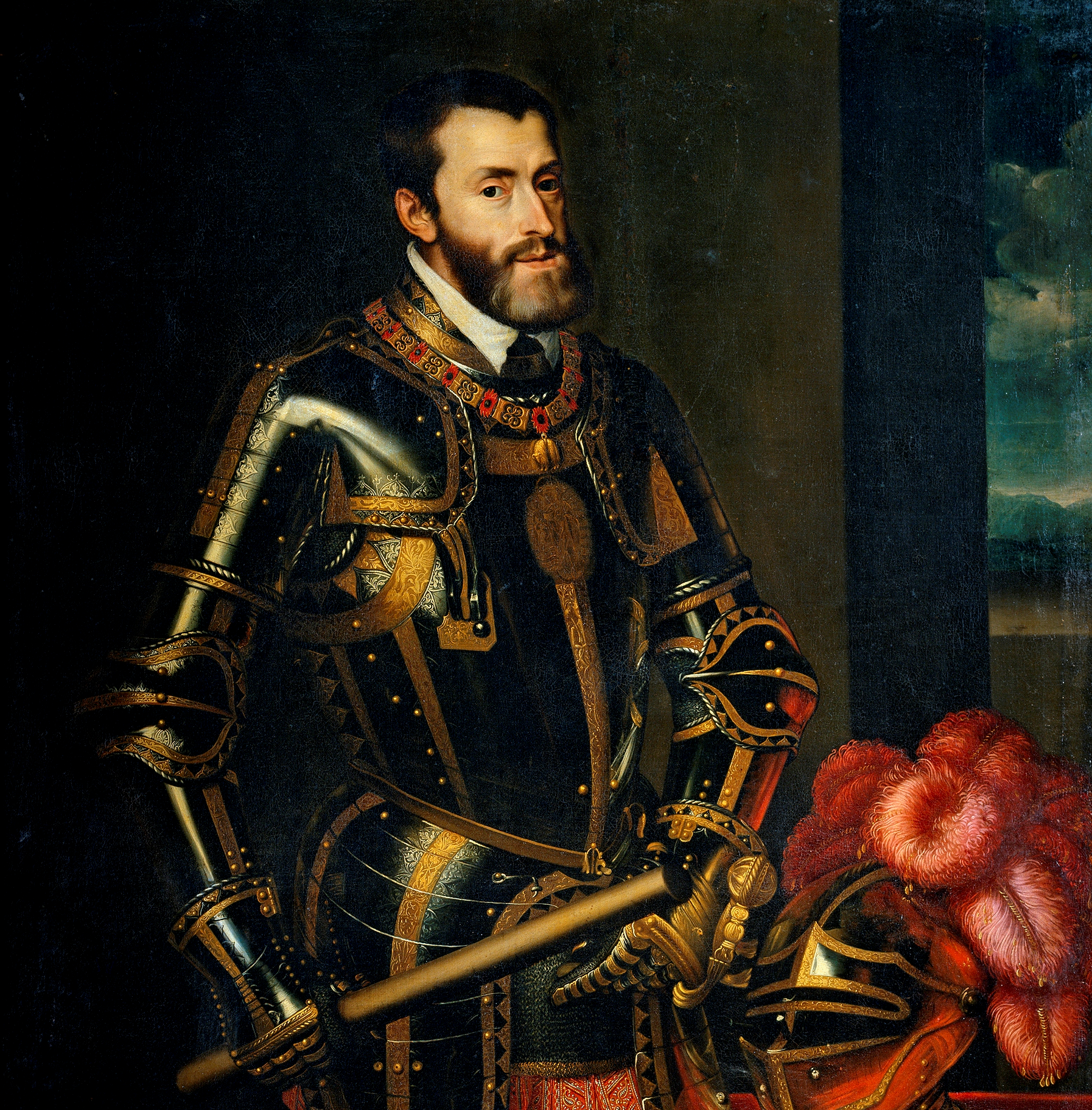
El emperador Carlos V, soberano de los Países Bajos con el ordinal de II en Borgoña, Brabante, Flandes, Holanda, Henao y Namur, III en Luxemburgo, Güeldres y Zutphen que dictó la Pragmática Sanción de 1549.

El emperador Carlos V nació en Gante en 1500 y se crio en el Condado de Flandes, del cual era titular, por lo que era visto por sus súbditos neerlandeses como monarca de su tierra. Cuando heredó la corona española acudió a la Península Ibérica con su corte exclusivamente flamenca y sin hablar una palabra de español, hecho que le alejó de algunos sectores de la nobleza y el pueblo llano, alimentando la desafección y terminando en revueltas sangrientamente reprimidas como Guerra de las Comunidades de Castilla. Carlos V abdicó en 1556 en favor de su hijo Felipe II, el cual, a su vez, criado en España y con intereses siempre más en la línea de los intereses de Castilla, era visto en Flandes como un monarca lejano. 
La situación de Flandes, a un paso de Inglaterra y fronterizo con Francia y con el Sacro Imperio Romano Germánico (del que nominalmente formaba parte), tenía una gran importancia estratégica para la monarquía hispánica. Amenazaba a Inglaterra con una invasión, cerraba el cerco de Francia junto con España y las posesiones italianas de los Habsburgo, y era la puerta de entrada a Alemania desde el norte, sacudida por las guerras de religión.

### El gobierno
Felipe II abandonó Bruselas en 1559 tras la firma de la Paz de Cateau-Cambrésis que puso fin a la guerra italiana de 1551-1559, nombrando a su hermanastra Margarita de Parma gobernadora del país. El poder de ésta se veía limitado por una orden del rey por la que Margarita debía seguir en todo momento el consejo del cardenal (desde 1561) Antonio Granvela, convirtiendo a éste en el virtual gobernante.
La actuación de Granvela creó muchas enemistades entre la aristocracia, que consiguió algunas rectificaciones de su política: En 1560-1561 se retiraron las tropas españolas establecidas en los Países Bajos, en 1562-1563 lograron paralizar la organización de los nuevos obispados y de los inquisidores. Finalmente, aprovechando que el monarca estaba concentrado en la lucha contra los turcos impusieron la retirada de Granvela en 1564.

### La religión
Ya durante el reinado del emperador Carlos V, el calvinismo había hecho acto de presencia en los Países Bajos y había sido reprimido por este, intentando incluso implantar un tribunal de la Inquisición para luchar contra la herejía. Esta política fue continuada por su hijo, que en 1565 promulgó los decretos tridentinos, causa de un gran malestar, ya que impedían la libertad de culto a la que aspiraban los nobles y los calvinistas.
Por otro lado, la reorganización de los cuatro grandes obispados existentes en los Países Bajos en catorce más pequeños topó con la oposición de la gran nobleza, puesto que los segundones de las familias nobles solían aspirar al cargo de obispo, y no tenía el mismo prestigio (ni ingresos) una gran diócesis, que una de las catorce pequeñas diócesis previstas.

### La economía
La economía jugó un papel importante en el estallido de la rebelión en los Países Bajos. La guerra entre Suecia y Dinamarca-Noruega cerró el comercio y las importaciones de trigo procedentes del mar Báltico, provocando una caída del comercio y de los salarios, una carestía de alimentos y la subida del precio de estos, lo que facilitaba la tarea de los calvinistas de criticar la riqueza y el lujo de la Iglesia cuando la población empezaba a sentir el hambre. Esta situación alcanzó su cenit en agosto de 1566 con una brusca subida del precio de los alimentos. Hay que hacer notar la coincidencia en el tiempo entre la subida de los precios y el estallido de los desórdenes iconoclastas de ese mismo mes, que provocaron el envío a los Países Bajos de Fernando Álvarez de Toledo, duque de Alba.
La pérdida de los subsidios enviados por la Corona en 1568 para pagar al ejército, a manos de corsarios ingleses (en concreto, William Hawkins, hermano de John Hawkins), obligaron al duque de Alba a recaudar impuestos para sufragar al ejército estacionado en Flandes (la décima). Esto fue demasiado para los neerlandeses, obligados a mantener a un ejército extranjero, utilizado para reprimirles en época de recesión económica y en contra de los usos y costumbres de su tierra.

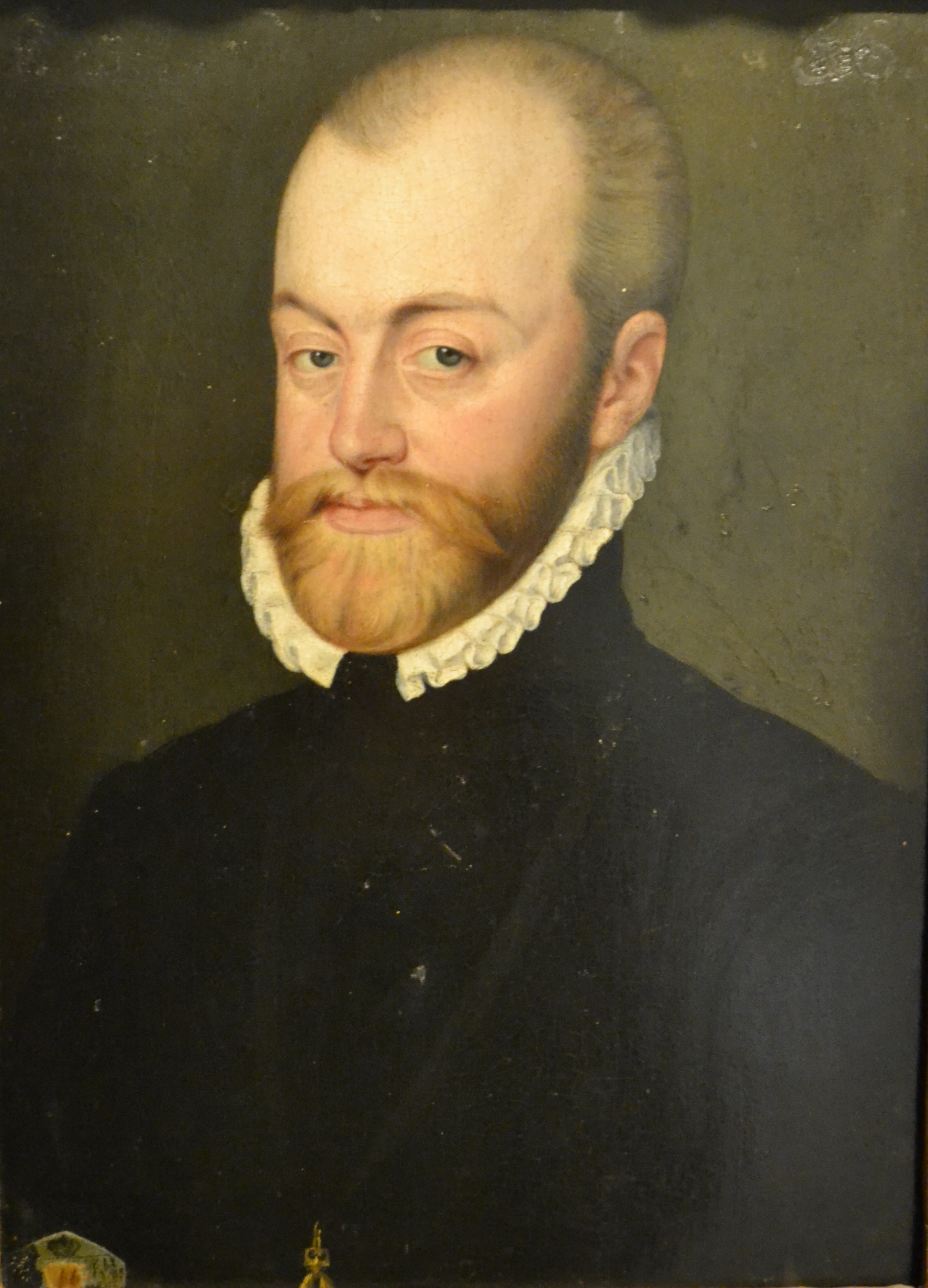
El rey Felipe II, soberano de los Países Bajos con el ordinal V en Borgoña, Flandes y Namur, VII en Artois, IV en Brabante y Limburgo, III en Luxemburgo, Holanda y Henao, II en Güeldres. Retrato anónimo flamenco, Museo de Bellas Artes de Valencia.

### Preludio: La rebelión

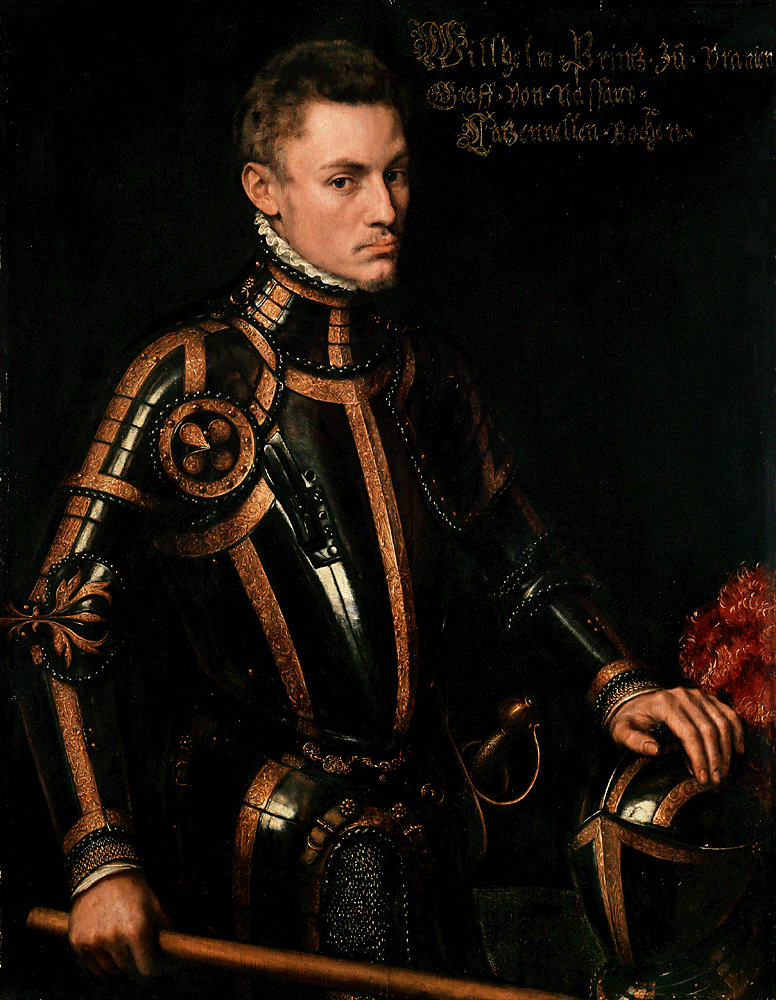
Retrato de Guillermo de Orange-Nassau en sus años en la corte de Bruselas.

Entre el 17 y 20 de octubre de 1565, Felipe II firma las Cartas del Bosque de Segovia en respuesta a las misivas enviadas por Margarita de Parma en julio de 1565, en las que formulaba numerosas peticiones, entre ellas, la relajación de algunas leyes contra la herejía. La respuesta de Felipe II fue tajante: las leyes contra la herejía se mantendría sin cambios, los inquisidores proseguirían con su labor y todos los herejes capturados deberían ser ejecutados. Estas cartas que llegan a Bruselas a principios de noviembre no hicieron más que empeorar la situación en los Países Bajos. A finales de 1565 un grupo de ciudadanos dirigió una petición oficial a Felipe II con más de 400 firmas de aristócratas, para demandar la abolición de la Inquisición y la moderación y las leyes contra la herejía.
El 5 de abril de 1566, la pequeña nobleza presenta a Margarita de Parma, gobernadora de los Países Bajos y hermana de Felipe II, el Compromiso de Breda, una reclamación formal en la que solicita la abolición de la Inquisición y el respeto a la libertad religiosa. Posteriormente, el 15 de agosto, Día de la Asunción, un incidente deriva en disturbios provocados por los calvinistas, en los que asaltan las iglesias para destruir imágenes de santos que ellos consideran heréticas. Este incidente fue luego conocido como Beeldenstorm («furia iconoclasta»). Ante la clara rebeldía de parte de la población y la nobleza, Felipe II decide enviar a Fernando Álvarez de Toledo y Pimentel, tercer duque de Alba, al frente de un ejército para reprimir a los rebeldes, como primera medida de un plan de pacificación, que prevé el viaje de Felipe II a los Países Bajos. Durante el año que tarda el duque de Alba en llegar a los Países Bajos, la princesa Margarita ha conseguido hacerse con el control de la situación dominando la insurrección e informado a su hermano, por lo que la llegada del duque de Alba al frente de un ejército provoca su dimisión en desacuerdo con la política del rey. El duque arriba a Bruselas el 28 de agosto de 1567, y el 5 de septiembre crea el Tribunal de los Tumultos, conocido por los neerlandeses como el «tribunal de la sangre», que condenará a muerte a centenares de flamencos y confiscará sus propiedades.
El 8 de septiembre cita a los nobles neerlandeses con la excusa de informarles sobre las órdenes del rey. Es una trampa en la que se detiene a los condes de Egmont y Horn, dos de los principales nobles flamencos que habían prestado importantes servicios al rey, y que serían decapitados en la Gran Plaza de Bruselas el 5 de junio del año siguiente (1568). El príncipe Guillermo de Orange, otro de los principales nobles flamencos y muy apreciado por el padre de Felipe II, se había refugiado en las propiedades de su familia materna en Alemania. Desde allí financia a los denominados «mendigos del mar» y alza un ejército de mercenarios alemanes de su propio bolsillo y lo pone al mando de sus hermanos. Con este ejército iniciará la rebelión en contra de Felipe II.

## La guerra

### El duque de Alba

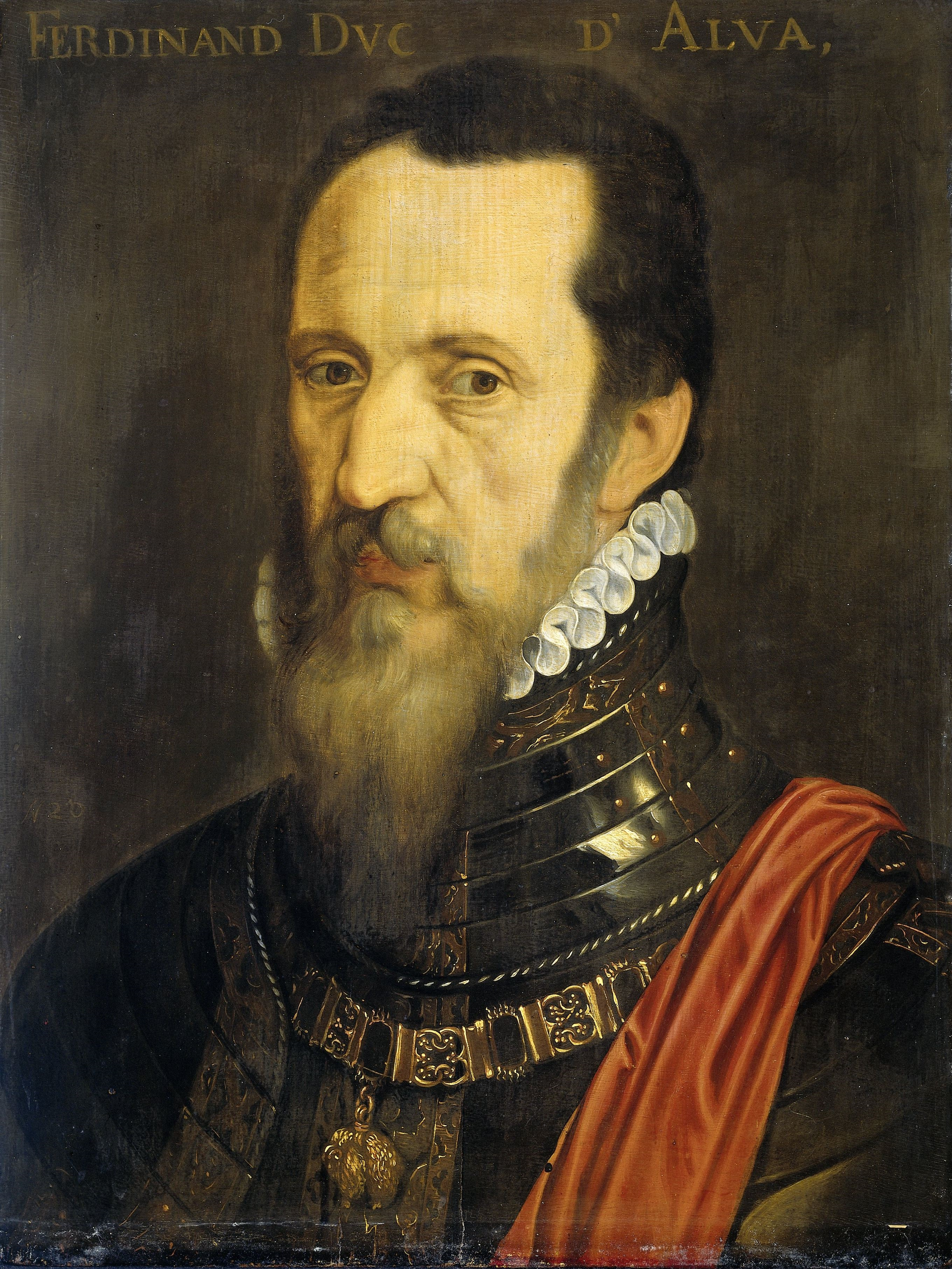
El Gran Duque de Alba por Willem Key (Rijksmuseum).

Batallas en 1568, con las victorias de los dos bandos.

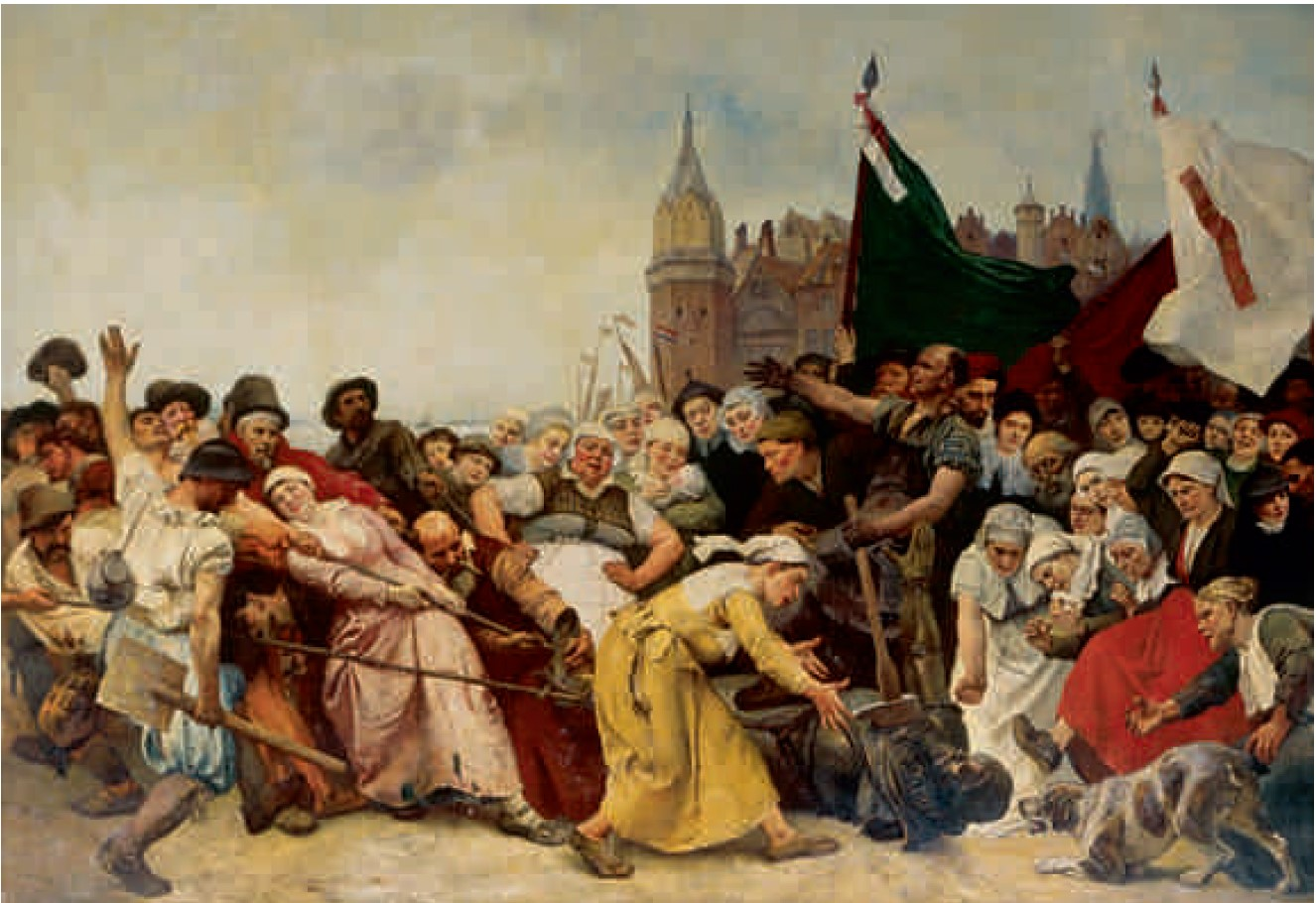
Rebeldes de Amberes arrastrando la estatua del
duque de Alba, en una obra del pintor belga Charles Verlat.

El inicio formal de las operaciones bélicas se dio en la batalla de Heiligerlee el 23 de mayo de 1568, con la victoria de las tropas de Luis de Nassau, hermano de Guillermo de Orange, sobre las fuerzas locales de la Corona que intentaban evitar la confrontación, muriendo el estatúder Juan de Ligne. Las tropas de Luis serían derrotadas a su vez por los tercios dirigidos por el duque de Alba en la batalla de Jemmingen, quedando el ejército holandés destrozado (con apenas un centenar de muertos en el ejército real).
Esta derrota obligó a Guillermo de Orange a refugiarse de nuevo en Alemania. Con Guillermo fuera de los Países Bajos, sin muchos apoyos y con los principales líderes decapitados parecía que el duque de Alba había terminado con la rebelión y urgió al rey a poner en práctica la segunda parte del plan: el viaje de Felipe II a Flandes ejerciendo el papel de soberano clemente con sus súbditos. El monarca no pudo, o no quiso, viajar a Flandes, dejando al duque de Alba solo en su papel de represor. La falta de dinero para pagar a sus soldados llevó al duque a imponer un impuesto (alcabala) del diez por ciento sobre todas las compraventas, medida que fue vista como un castigo colectivo, y que volvió a poner en su contra a la población.
En 1572 el duque de Alba debió hacer frente a varios intentos de invasión. Los mendigos del mar capturan en abril la ciudad portuaria de Brielle y desde allí los puertos de Flesinga y Enkhuizen, cerrando la salida al mar de las ciudades de Brabante y Holanda, las provincias más ricas de los Países Bajos, con el fin de acabar con su comercio. El éxito de los mendigos del mar fue la mecha que volvió a encender la rebelión por la región. Las ciudades de las provincias de Holanda, Zelanda, Frisia, Güeldres y Utrecht reclamaban la presencia de Guillermo, el cual volvió por el norte al frente de un ejército, y su hermano Luis atacó desde el sur al mando de otro. El duque de Alba reaccionó y pacificó el sur venciendo a las tropas de los rebeldes que sitiaban Mons, mientras en el norte su hijo Don Fadrique asaltaba y saqueaba las ciudades de Malinas, Zutphen y Naarden. Tras el asedio de Haarlem, que finalizó el 11 de julio de 1573, sus habitantes pagaron 250 000 florines para escapar del saqueo. Posteriormente el duque ordenó poner sitio a la ciudad de Alkmaar, cuyos habitantes decidieron romper los diques que protegían sus campos del mar, provocando la ruina de la ciudad, pero obligando al duque de Alba a levantar el sitio. Mientras, Felipe II había optado por sustituir al duque de Alba como gobernador para intentar una solución negociada al conflicto.

### Luis de Requesens

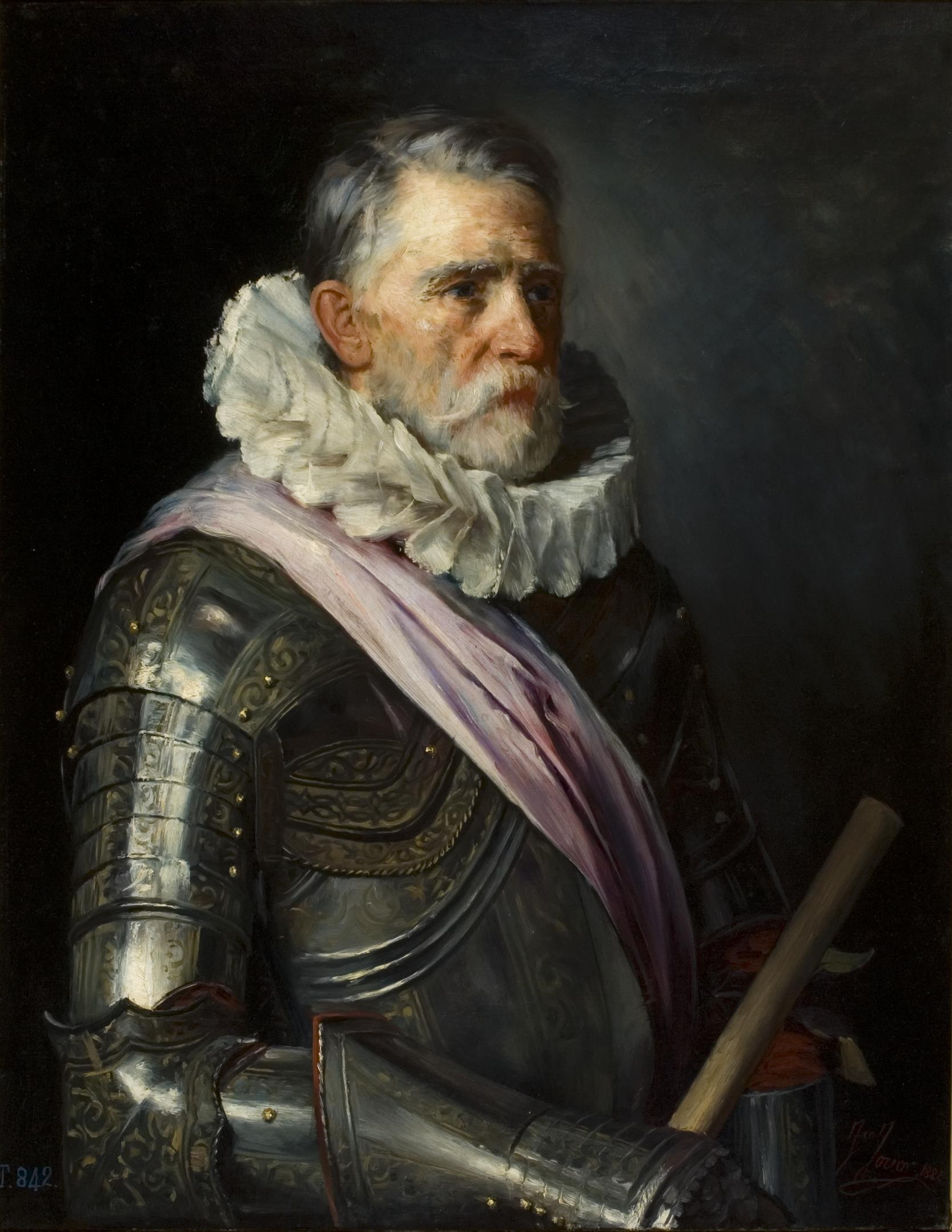
Luis de Requesens.

Luis de Requesens fue nombrado gobernador de los Países Bajos en 1573 con el objetivo de buscar una salida negociada al conflicto con los sectores más moderados de los rebeldes. Suprimió el Tribunal de los Tumultos e inició conversaciones con los rebeldes en Breda sin ningún resultado, ya que Felipe II pretendía la vuelta a la situación anterior al estallido de la rebelión sin aceptar ningún tipo de libertad religiosa ni autonomía política en sus dominios, algo inaceptable para los rebeldes, como demostraba la resistencia de ciudades como Alkmaar y Leiden.
Paralelamente, la falta de recursos económicos hacía inviable la victoria militar pese a algunos éxitos conseguidos en este campo, como la batalla de Mook en la que perdieron la vida dos hermanos de Guillermo de Orange. La falta de pagas indujo a los tercios a amotinarse, impidiendo que después de esta batalla, tras la cual no quedaba ningún ejército rebelde que pudiera oponerse a las tropas reales, Luis de Requesens pudiera aprovecharse de ello para ocupar el territorio rebelde.

La muerte de Luis de Requesens el 5 de mayo de 1576 fue aprovechada por Guillermo de Orange para que las provincias de Holanda y Zelanda formasen un Estado federal del que fue nombrado estatúder.

### Don Juan de Austria

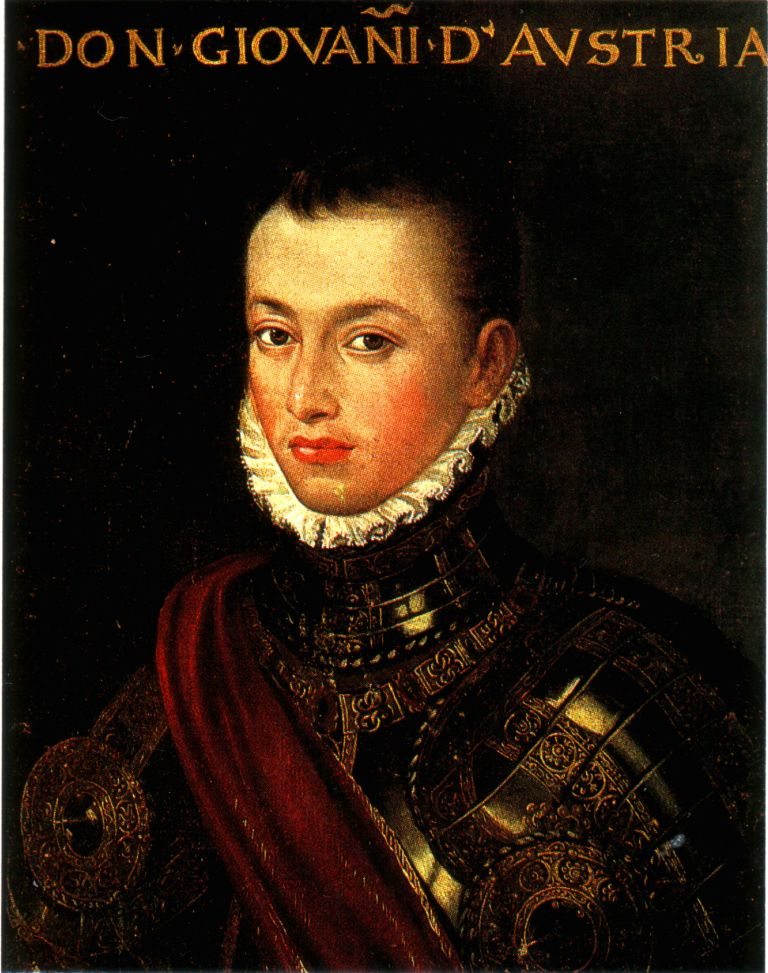
Don Juan de Austria.

Mapa de los territorios rebeldes a finales de 1572 en rojo, en amarillo las ciudades con guarniciones españolas y en marrón los territorios leales a la Corona española, pero autónomos.

A la muerte de Luis Requesens, Felipe II nombró a su medio hermano Don Juan de Austria gobernador de los Países Bajos con el mismo objetivo de negociar un acuerdo. A su llegada, en noviembre de 1576 se produjo el famoso saqueo de Amberes por parte de las tropas mercenarias al servicio de la Corona española, las cuales estaban formadas por alemanes, italianos y españoles (solo un 20 % de estos formaba parte del ejército amotinado durante el saqueo) (4 y 5 de noviembre). Este hecho puso a todas las provincias en contra de la Corona e hizo que se comprometieran, mediante la firma de la denominada Pacificación de Gante (8 de noviembre de 1576), a luchar unidas para expulsar a los ejércitos afines a la misma.
A principios de 1577, Juan de Austria comienza a negociar con los Estados Generales, los cuales, a pesar de todo, se mostraban profundamente divididos. Los Estados Generales reclamaban que la Corona negociase con Guillermo de Orange y que las tropas españolas, especialmente los «tercios viejos», abandonasen el territorio. Juan, por su parte, reclamaba su reconocimiento como gobernador de los Países Bajos y la restauración del catolicismo como religión oficial. Aceptadas las condiciones por ambas partes, Don Juan pudo entrar en Bruselas y firmó el 12 de febrero de 1577 el Edicto Perpetuo por el que se comprometía a retirar los tercios viejos de los Países Bajos en un plazo de veinte días, eliminaba la Inquisición y reconocía las libertades flamencas a cambio del reconocimiento de la soberanía de la Corona española y la restauración de la fe católica en el país. Guillermo de Orange entró en Bruselas en el séquito de Don Juan de Austria.
Sin embargo, aunque los tercios se retiraron a Italia, la situación se deterioró rápidamente. A pesar de que se tomaron medidas que aseguraban la tolerancia religiosa, se incrementaba la autonomía política y se reconocía a Guillermo de Orange como gobernador (estatúder) de Holanda y Zelanda, al tiempo que los Estados Generales reconocían a Don Juan como gobernador, las provincias rebeldes proseguían en su empeño de alejarse de la monarquía hispánica. Las provincias protestantes, Holanda y Zelanda, no aceptaron el retorno del catolicismo. Los calvinistas ofrecieron la soberanía de los Países Bajos a Francisco de Valois. Por otro lado, las provincias católicas ofrecieron la soberanía de los Países Bajos al archiduque Matías de Habsburgo, hermano del emperador Rodolfo. Los Estados Generales le nombraron gobernador en julio de 1577. Brabante aceptaba a Guillermo de Orange como ruwaard (guardián), haciendo este su entrada en Bruselas (24 de septiembre de 1577).

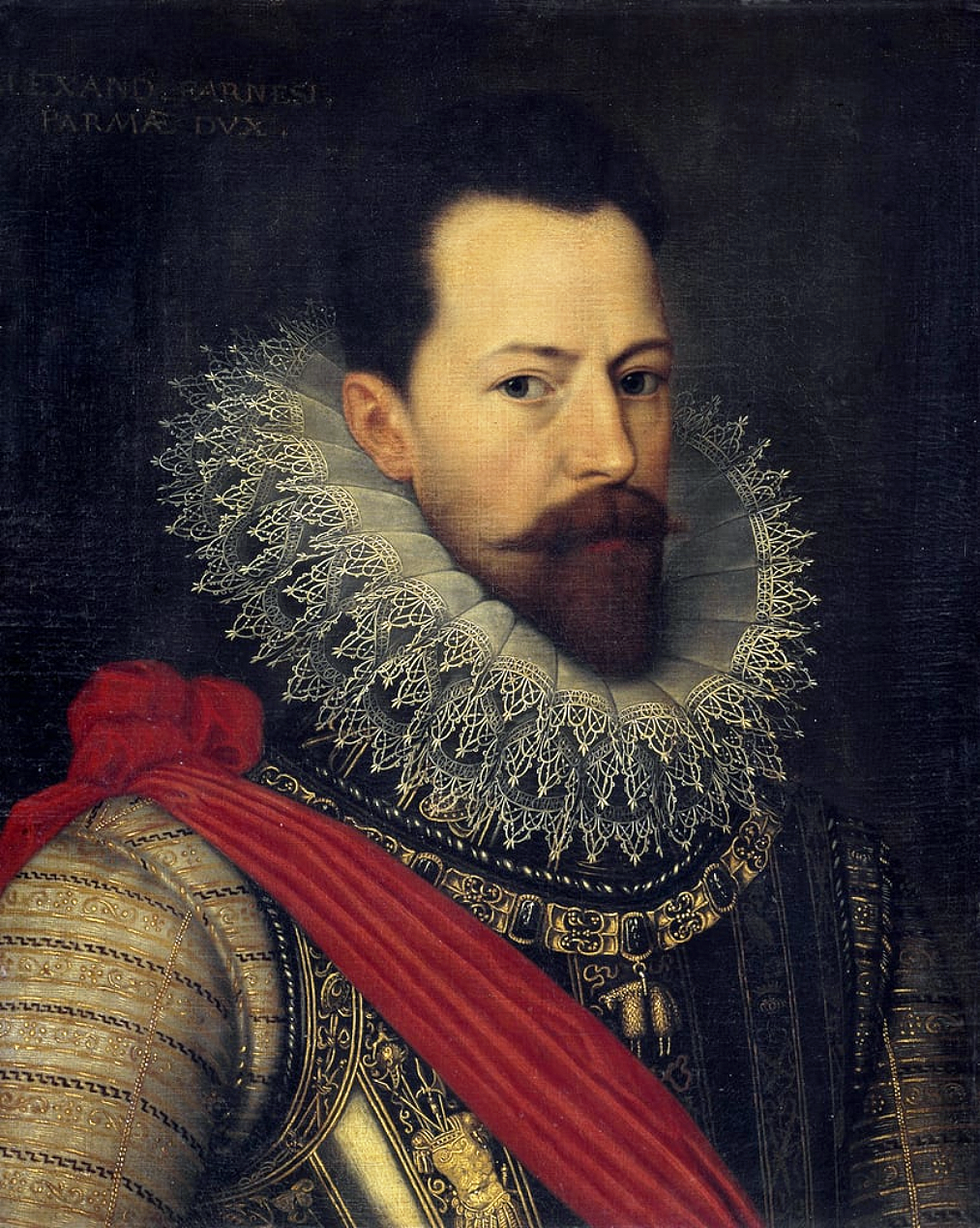
Alejandro Farnesio.

Ante estos hechos, Don Juan se refugió en Namur (24 de julio de 1577), al tiempo que llamaba de regreso a los tercios, los cuales arribaron a finales de 1577 al mando de Alejandro Farnesio, tercer duque de Parma. Los rebeldes se vieron forzados a evacuar Bruselas y Amberes. A principios de año, las tropas realistas se enfrentaron al nuevo ejército rebelde en la batalla de Gembloux (31 de enero de 1578), destruyéndolo completamente. Juan de Austria murió en Namur al contraer el tifus en octubre de 1578, nombrando como gobernador de los Países Bajos a Alejandro Farnesio, decisión más tarde confirmada por Felipe II.

### La Unión de Arras y la Unión de Utrecht

Mapa tras el Tratado de Utrecht (carta de independencia) en 1579, los territorios rebeldes en naranja (independentistas), y sus anexiones durante el primer año en un tono más claro. En colores amarillentos, los territorios de la Unión de Bruselas, territorios que habían pedido al rey de España que sacara los tercios de Flandes tras el motín de los tercios y el saqueo de Amberes (neutrales, que reconocían la autoridad real). Rayados, territorios tomados por España inicialmente. En azul la Unión de Arrás, aliada de España. En morado, el Obispado de Lieja, aliado de España. En verde, otros aliados españoles

Con la mayor parte de los Países Bajos en manos de los rebeldes, los calvinistas se lanzaron a la persecución de los católicos, asesinando a religiosos y encarcelando a los católicos partidarios del rey. La independencia de los Países Bajos se identificaba cada vez más con el calvinismo, lo cual fue aprovechado por Alejandro Farnesio.
Así, las provincias católicas del sur se reconciliaron con el rey para contar con su protección contra la intolerancia que ahora mostraban los protestantes. El 6 de enero de 1579, Alejandro Farnesio firmaba con las provincias de Hainaut y Artois, y la ciudad de Douai, la Unión de Arras por la que reconocían la autoridad del rey. En respuesta, las provincias rebeldes de Holanda, Zelanda, Utrecht, Güeldres y Zutphen firmaban la Unión de Utrecht (23 de enero) por la que rechazaban cualquier intromisión extranjera en sus asuntos y creaban el Estado de las Provincias Unidas de los Países Bajos o también llamada República de los Siete Países Bajos Unidos (Frisia, Groninga, Güeldres, Holanda, Overijssel, Utrecht y Zelanda). La Unión de Arras reconoció la soberanía real sobre su territorio y declaró su confesión católica el 17 de mayo de 1579.
El 15 de marzo de 1580, Felipe II declaraba fuera de la ley a Guillermo de Orange y ponía precio a su cabeza. Este, libre ya de toda atadura, abjuró públicamente de su obediencia al rey y consiguió que los Estados Generales reunidos en La Haya hiciesen lo mismo el 26 de julio de 1581, declarando destituido a su soberano. Mediante el acuerdo alcanzado, las provincias rebeldes proclamaban formalmente su independencia y nombraban gobernador a Francisco de Anjou, duque de Alenzón y heredero del trono de Francia. Sin embargo, el duque no era bien visto por una parte de los rebeldes y, aunque este, con ayuda de tropas francesas, intentó tomar Amberes, fue rechazado (Ataque a Amberes en el 17 de enero de 1583). Negociaciones posteriores mantenidas en la ciudad de Colonia entre los católicos y protestantes no obtuvieron resultado alguno.

### Alejandro Farnesio y la toma de Amberes
Mientras, Alejandro Farnesio proseguía con la recuperación de las provincias rebeldes. Se concluye el asedio de Maastricht en julio de 1579, apodera de las ciudades de Tournai (1581), en 1583 reconquista los puertos más importantes de la costa flamenca, Dunkerque y Nieuwpoort. En 1584 se centra en las ciudades del interior, ocupa Brujas y Gante, y coincidiendo con la muerte del duque de Anjou y el asesinato de Guillermo de Orange, en julio de 1584 pone sitio a la ciudad de Amberes. Este asedio, que mantuvo en vilo a toda Europa a la espera del vencedor, representó un derroche de medios e ingenio por ambas partes durante los trece meses que fueron necesarios para forzar la rendición de la que probablemente era la ciudad más rica y más populosa de Europa y cuya toma representaba la determinación de la Corona española en recuperar los territorios perdidos y en el mantenimiento de la Iglesia católica.
La razón clave y actualmente admitida del avance de Alejandro Farnesio está en el nuevo uso de «asientos» que permitía enviar dinero sin transportar el oro físicamente, sería pues la economía una pieza clave.

### La intervención extranjera y la intervención en el extranjero
La ininterrumpida serie de éxitos militares del duque de Parma en los Países Bajos y la coincidencia de la muerte del duque de Anjou (junio de 1584) con la de Guillermo de Orange (julio de 1584) hizo pensar a Inglaterra que la rebelión, falta de líderes y de ayuda, estaba a punto de ser derrotada. Al mismo tiempo, con la formalización de una alianza entre el líder del partido católico francés —Enrique, duque de Guisa— y la Corona española para evitar la subida al trono francés del protestante Enrique de Navarra y apoyar a los católicos en caso de una guerra civil, Felipe II obtenía la seguridad de que no sería atacado por Francia y que esta no se inmiscuiría en los asuntos de los Países Bajos. El rey francés, Enrique III, tras llegar, a su vez, a un acuerdo con el duque de Guisa, rechazó asumir el papel del duque de Anjou como soberano de los Países Bajos y retiró la ayuda que les prestaba.

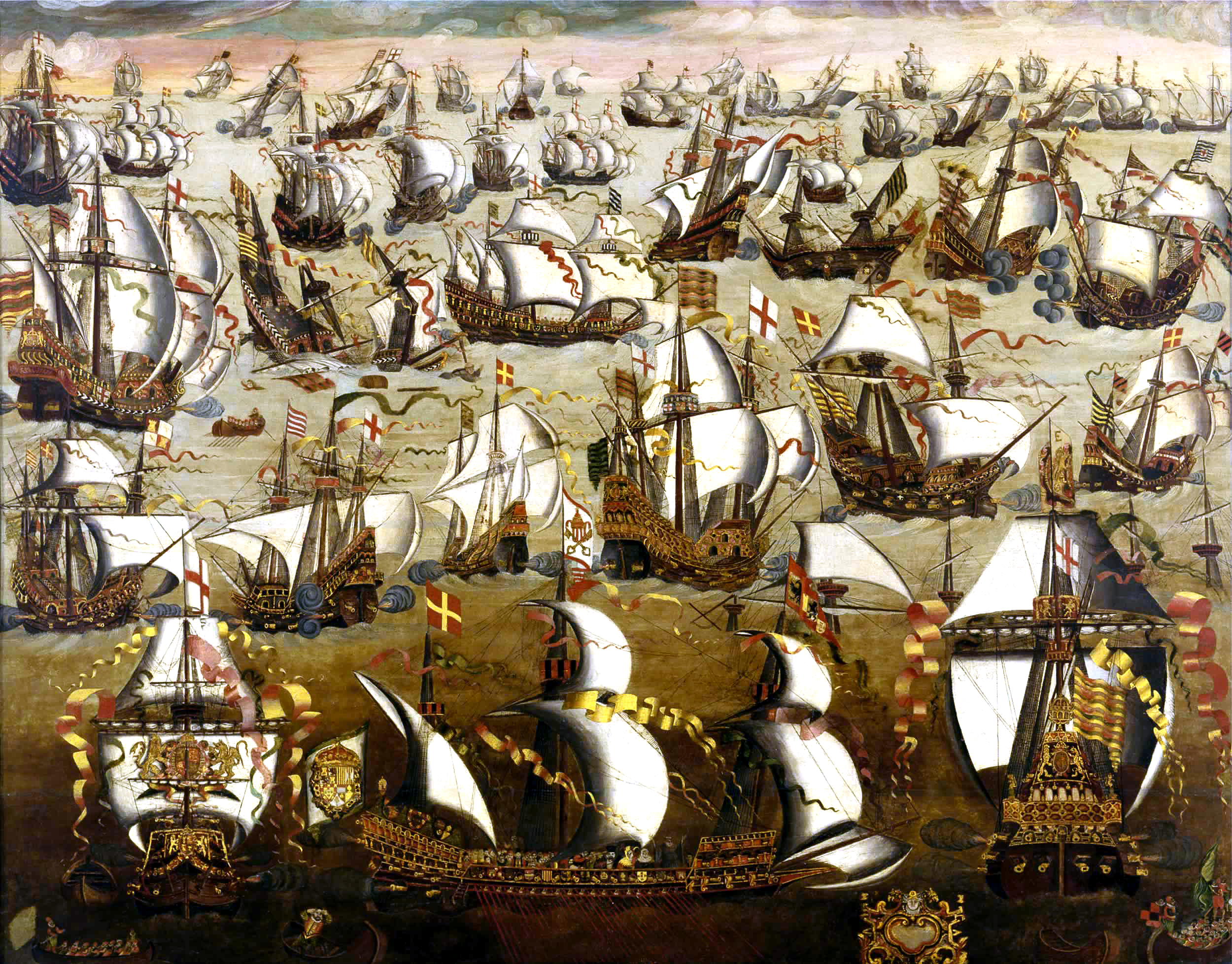
La Grande y Felicísima Armada española contra la inglesa.

Los éxitos españoles, tanto militares como diplomáticos, junto a la unión con Portugal en los inicios de la década de 1580, hicieron aumentar considerablemente la sensación de aislamiento de Inglaterra. Tras tener noticia de los acuerdos de Felipe II con el duque de Guisa (en diciembre de 1584) y de la caída de Amberes en manos de Alejandro Farnesio (agosto de 1585), Isabel I de Inglaterra decidió intervenir directamente en favor de la rebelión con el objetivo de desgastar a España. Isabel I proporcionó a los rebeldes holandeses 6000 soldados de su ejército, al mando del conde de Leicester, quien, en contra de la voluntad de la reina, aceptó el nombramiento de gobernador y se comprometió a sufragar una cuarta parte de los gastos militares de las provincias rebeldes. Aunque el cuerpo expedicionario inglés fue totalmente derrotado, la ayuda prestada por Isabel I a los rebeldes neerlandeses y a la piratería, así como la destrucción y el saqueo de ciudades costeras, fueron los motivos que decidieron el intento de invasión de Inglaterra con la Gran Armada de 1588.
Durante 1586 y 1587, el duque de Parma dirigió sus esfuerzos a organizar el ejército y a los preparativos necesarios para embarcar al ejército de Flandes en los buques de la armada que debían recogerlos en el canal de la Mancha, tomando las ciudades de Ostende y Sluis. Tras el fracaso de la Armada, España intervino en Francia en 1589 en apoyo de la Liga Católica. Esta intervención en las guerras de religión de Francia, hasta el año 1598, fecha de la promulgación del Edicto de Nantes, mantuvo ocupado en Francia a gran parte del ejército de Flandes y obligó a seguir una estrategia defensiva en los Países Bajos.
Por su parte, los Estados Generales de las provincias del norte decidieron no nombrar ningún nuevo gobernador y asumir ellos mismos la soberanía, creando así la República de las Provincias Unidas (12 de abril de 1588).

### La recuperación neerlandesa

Mapa de 1590 tras Alejandro Farnesio: los territorios rebeldes en naranja (la República), y sus conquistas una tonalidad más clara del mismo color; en verde los territorios españoles y en amarillo el obispado de Lieja, aliado de los españoles.

A partir de 1590, tras la marcha del duque de Parma a Francia —donde morirá en 1592—, los rebeldes neerlandeses, liberados de la presión a la que les sometía el duque, pudieron tomar la iniciativa. Por otro lado, la crónica falta de dinero de la monarquía hispánica propició un periodo de continuos motines entre los años 1589 y 1607, que limitaron la capacidad del ejército. En 1590 los holandeses conquistaban Breda por sorpresa. Entre 1591 y 1592 consiguieron ocupar gran parte de las provincias de Güeldres y Overijssel, situadas al norte de los ríos Rin y Mosa, y en julio de 1594 completaban la conquista de la provincia de Groninga en el norte, con lo que se creaba un frente más corto, desde La Esclusa, en el mar, hasta el Ducado de Cléveris, al este de Nimega. Frisia pasó a manos neerlandesas. La división del ejército del Flandes en dos grupos para combatir a franceses y holandeses y la marcha a Francia de las mejores tropas le permitió al ejército de Mauricio de Nassau recobrar gran parte de las ciudades conquistadas en la década anterior por Alejandro Farnesio.

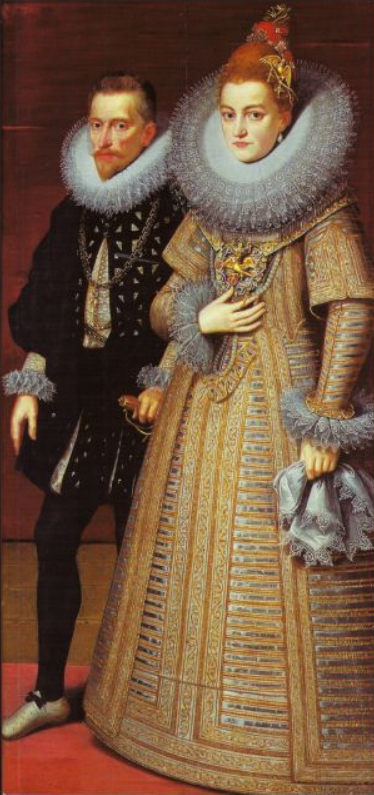
El archiduque Alberto y la infanta Isabel, soberanos de los Países Bajos, duques de Borgoña, Brabante, Luxemburgo, condes palatinos de Borgoña, de Flandes, Holanda, Zelanda...

En 1595 Felipe II nombró gobernadora de los Países Bajos a su hija Isabel Clara Eugenia, esposa del archiduque Alberto de Austria los cuales se convirtieron, a la muerte del rey en 1598, en soberanos de los Países Bajos, al heredar aquella la Corona. La defensa y la política exterior del país quedaron de todas formas en manos de la Corona española.
Tras la muerte de Guillermo de Orange, el mando del ejército de las provincias rebeldes pasó a su hijo Mauricio de Orange-Nassau, que lo reformó, haciendo de él un peligroso oponente al ejército de Flandes, como se demostró en la batalla de Nieuwpoort (1600), donde por primera vez las tropas neerlandesas vencieron a la españolas en campo abierto. Esta victoria, sin embargo, resultó pírrica, pues el ejército holandés no logró levantar en su favor a la población de la región como había esperado y, dadas las pérdidas que sufrió en el combate, hubo de retirarse. Paradójicamente, el revés de Nieuwpoort favoreció a los archiduques, que comenzaron a recibir mayor ayuda y respaldo de sus súbditos flamencos. En 1601, emprendieron el largo asedio del padrasto —fortaleza enemiga en territorio propio— de Ostende, que se dilató hasta 1604.

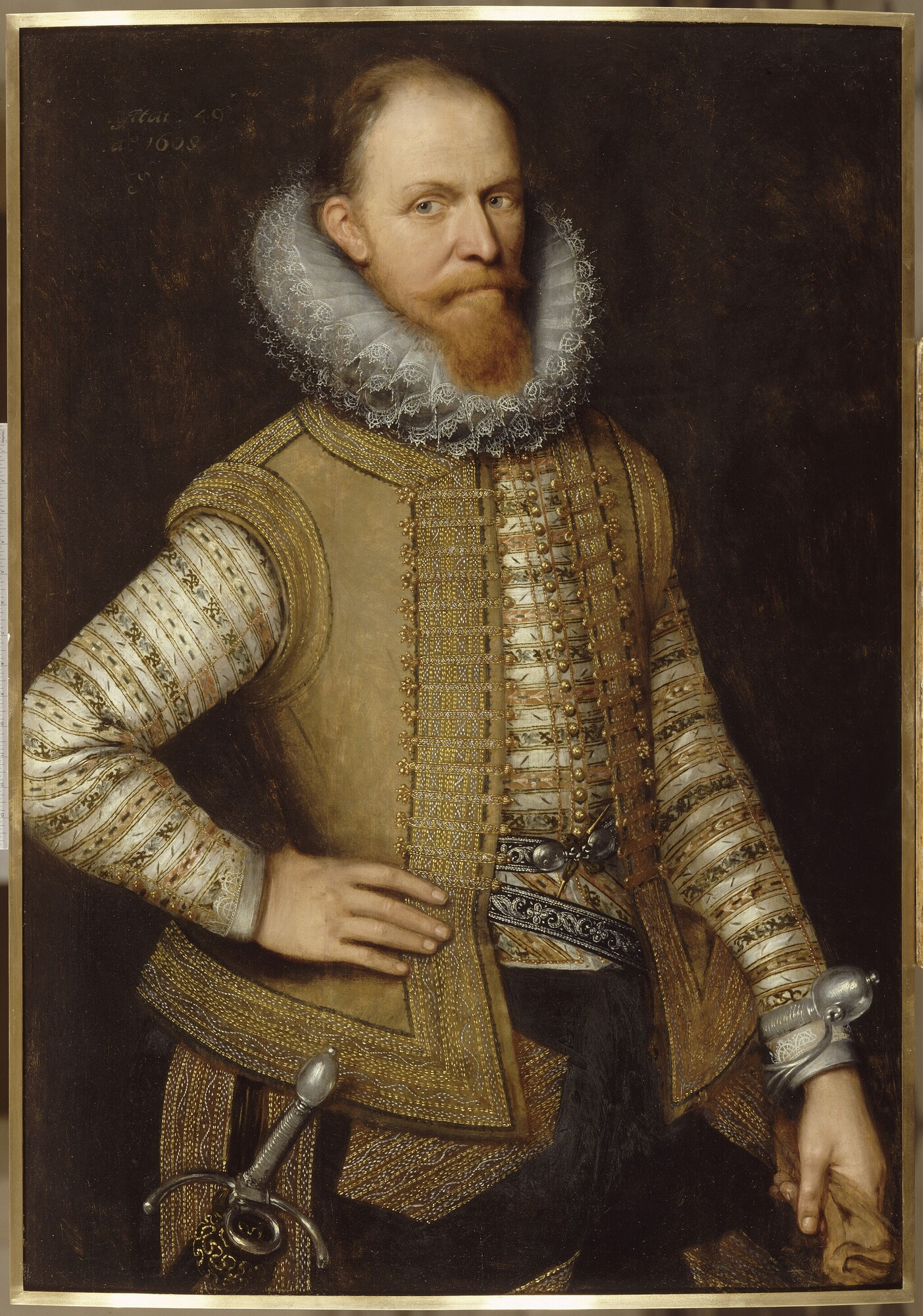
Retrato de Mauricio de Nassau.

### La forma de la guerra
La estabilización de la frontera cambió la forma de hacer la guerra practicada en Flandes. De una continua e intensiva serie de escaramuzas, golpes de mano, asaltos, tomas de pueblos y ciudades, salpicados con alguna batalla a lo largo de una frontera irregular, se pasó a un pulso anual de resistencia en que cada ejército sitiaba una o varias ciudades enemigas, que usualmente contaban con modernas fortificaciones, durante largos asedios en los que era necesario emplear a todo un ejército para finalmente rendir por hambre a la ciudad. El intento de la parte contraria por levantar el sitio de una ciudad asediada, enviando a un ejército en su ayuda, llevó a un aumento de las batallas en campo abierto.
A partir de la década de los noventa y hasta el final de la guerra, la mayor parte de los enfrentamientos entre españoles y neerlandeses se dieron por el control de las ciudades ribereñas de los ríos IJssel, Mosa y Waal, donde muchas de las ciudades cambiaron de mano más de una vez.
Para evitar los intentos del ejército de Flandes de invadir el territorio y tomar las ciudades rebeldes, los neerlandeses construyeron un muro defensivo a lo largo de la orilla de los ríos Ijssel y Mosa que enlazaba con las fortificaciones de las ciudades y que consiguió evitar el intento de invasión realizado por los españoles en 1606.

### La Tregua de los Doce Años
Tras la derrota en Francia de la Liga Católica y sus aliados españoles, el nuevo rey francés, Enrique IV conseguirá extender su influencia por el sur de Alemania, Suiza y el norte de Italia (Tratado de Lyon) del 17 de enero de 1601, pudiendo cortar fácilmente el Camino Español, poniendo en peligro las comunicaciones por tierra entre la Lombardía y Flandes.
La muerte de la reina Isabel en 1603 abre el camino para una paz con Inglaterra que acaba con la ayuda que prestaban los ingleses a los neerlandeses.
El 29 de septiembre de 1603 se entrega a Ambrosio Spínola el mando de las tropas que llevan dos años sitiando la ciudad de Ostende con la promesa de reconquistarla en el plazo de un año, lo cual logra el 22 de septiembre de 1604. Gracias a su victoria fue nombrado maestre de campo general y el año siguiente superintendente de Hacienda, con lo que se hacía con todo el mando y los ingresos del ejército. El mismo año, empero, los holandeses se adueñaron de La Esclusa en abril, importante ciudad cuya posesión había permitido hasta entonces a los españoles realizar incursiones en el Flandes holandés. El auxilio de la plaza resultó un fracaso.
Ya desde 1600, Felipe III quería una tregua en los Países Bajos que los neerlandeses rechazaban, ya que su situación era mucho mejor que en épocas anteriores, pero la toma de Ostende en septiembre dejó libre al ejército para emprender de nuevo la ofensiva. En 1604 se diseñó la estrategia para forzar a los holandeses a negociar y poner fin a la guerra. En 1605, los holandeses trataron infructuosamente de conquistar Amberes. Durante 1605 y 1606 el ejército de Flandes flanqueó la barrera defensiva construida por los neerlandeses y consiguió tomar las ciudades de Oldenzaal, Lingen, Wachtendonk, el castillo de Cracau (Krefeld), Lochem, Groenlo, Bredevoort, Rheinberg y derrotar a Federico y a su hermano Mauricio de Nassau en la batalla de Mülheim. Pero pese a estas victorias no puede penetrar profundamente en el territorio rebelde. La falta de pagas para los soldados provocó que se produjeran los mayores motines de tropas ocurridos hasta entonces y que hacían inviable continuar con la campaña. El 14 de diciembre el Consejo de Estado aconseja al rey abandonar Flandes. Inesperadamente los neerlandeses hicieron una oferta de cese de hostilidades y la lucha finalizó el 24 de abril de 1607. Las negociaciones continuaron hasta el 9 de abril de 1609 en que se firma la Tregua de Doce Años.

### La reanudación de la guerra

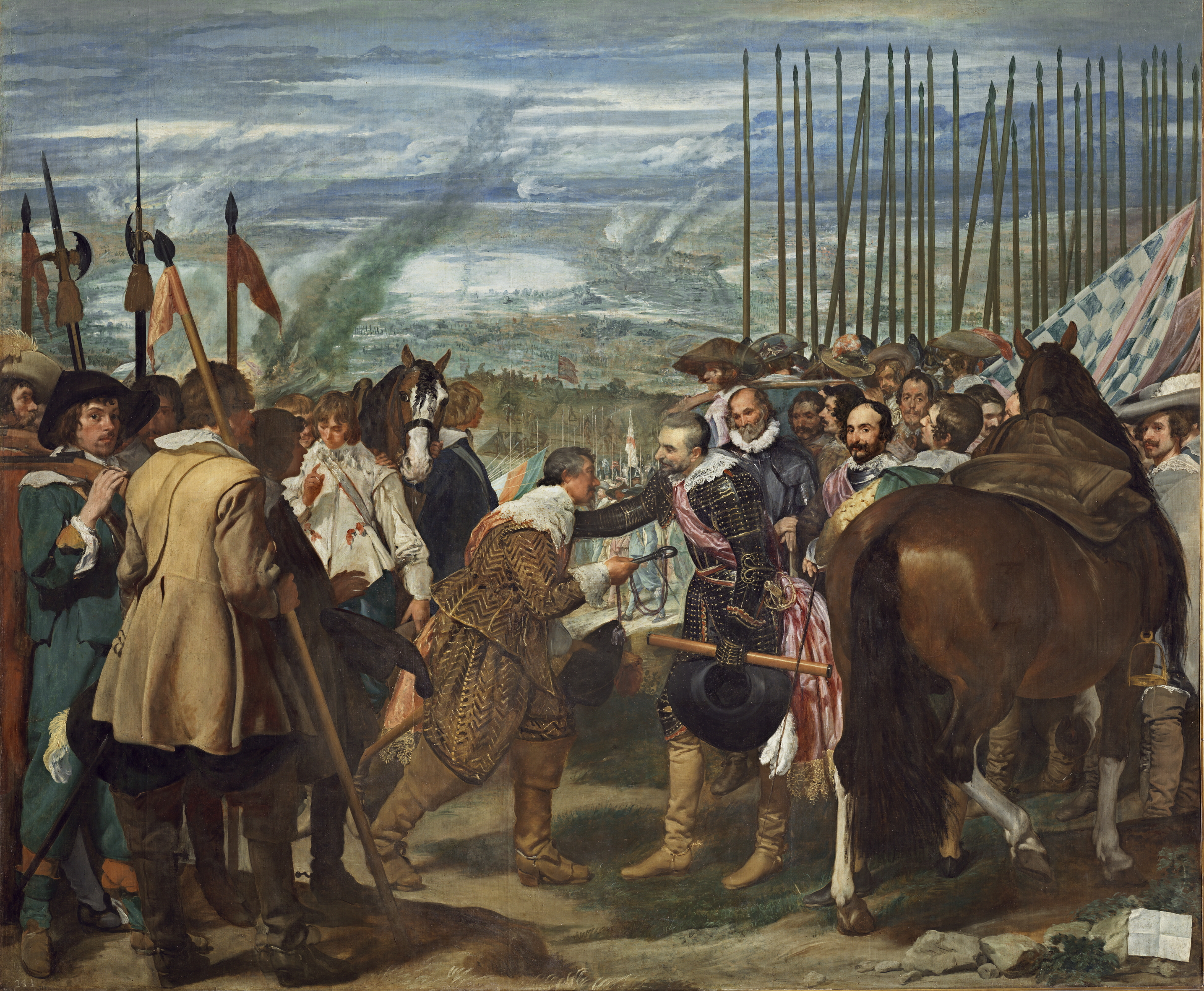
La rendición de Breda, cuadro pintado por Velázquez en 1634.

En 1622, un ataque español sobre la plaza de Bergen op Zoom fue repelido. En 1625, Mauricio moría mientras España ponía sitio a la ciudad de Breda. Su medio hermano Federico Enrique de Orange-Nassau tomó el mando del ejército, pero finalmente el comandante genovés al servicio de España Ambrosio Spinola tuvo éxito y ocupó Breda (episodio inmortalizado por Velázquez en su famoso cuadro Las Lanzas). Sin embargo, tras esta gran victoria, la partida se fue inclinando del lado neerlandés. Federico Enrique conquistó en 1629 la plaza de Bolduque (en el norte de Brabante), considerada inexpugnable. Esta pérdida constituyó un serio revés para España.
Tres años después, en 1632, Federico Enrique capturó Venlo, Roermond y Maastricht durante la famosa Marcha del Mosa. No obstante, los posteriores intentos de atacar Amberes y Bruselas fallaron. Los neerlandeses se vieron decepcionados por la falta de apoyo de la población flamenca debido fundamentalmente a las diferencias religiosas: mientras que los neerlandeses eran calvinistas, los flamencos eran católicos.

### La guerra en ultramar
Las posesiones de los Estados contendientes ya no se circunscribían a Europa, por lo que además la guerra se extendió a las colonias de estos. En el caso español, la unión dinástica con Portugal había puesto bajo la soberanía de los Habsburgo españoles el inmenso imperio colonial portugués. Así, se dieron enfrentamientos en las Indias Orientales (en Macao, en Ceilán, en Formosa y en las Filipinas) y en las Indias Occidentales, sobre todo en Brasil. La mayor parte de estos conflictos se denominaría guerra luso-neerlandesa. En las colonias occidentales, la mayor parte de los problemas se originaron con las actividades de corsarios holandeses, que actuaban en las rutas mercantiles del mar Caribe. En este frente de la guerra el acontecimiento más resaltado fue la captura de 16 barcos de la Flota de Indias por parte del corsario holandés Piet Hein en 1628 en la batalla de la bahía de Matanzas, logrando un gran botín, el mayor que perdió la Flota de Indias.

### Estancamiento
Todos los bandos de la guerra llegaron a comprender que España nunca conseguiría restaurar su poder sobre los territorios al norte del delta del Mosa y del Rin, y que las Provincias Unidas septentrionales nunca lograrían conquistar las provincias del sur. En 1639 una armada española llegó a Flandes con 14 000 soldados para contribuir a las operaciones en el norte. Sin embargo, la armada fue derrotada decisivamente en la batalla de las Dunas al atracar en el teórico territorio amigo inglés. Esta victoria no solo tuvo consecuencias en la guerra de Flandes, sino que marcó también el fin de España como la potencia marítima dominante en el mundo.
En 1643 Felipe IV dio instrucciones al secretario Francisco de Galarreta para iniciar conversaciones de paz con los neerlandeses que condujeran a la paz definitiva.

## La paz
El 30 de enero de 1648 la guerra en los Países Bajos terminó con el Tratado de Münster. Este tratado, firmado entre España y las Provincias Unidas, era solo una parte de la Paz de Westfalia (que ponía fin a la guerra de los Treinta Años).
La República de las Provincias Unidas fue reconocida como estado independiente y conservó muchos de los territorios que había conquistado durante los últimos compases de la guerra.

## Sucesos militares destacados

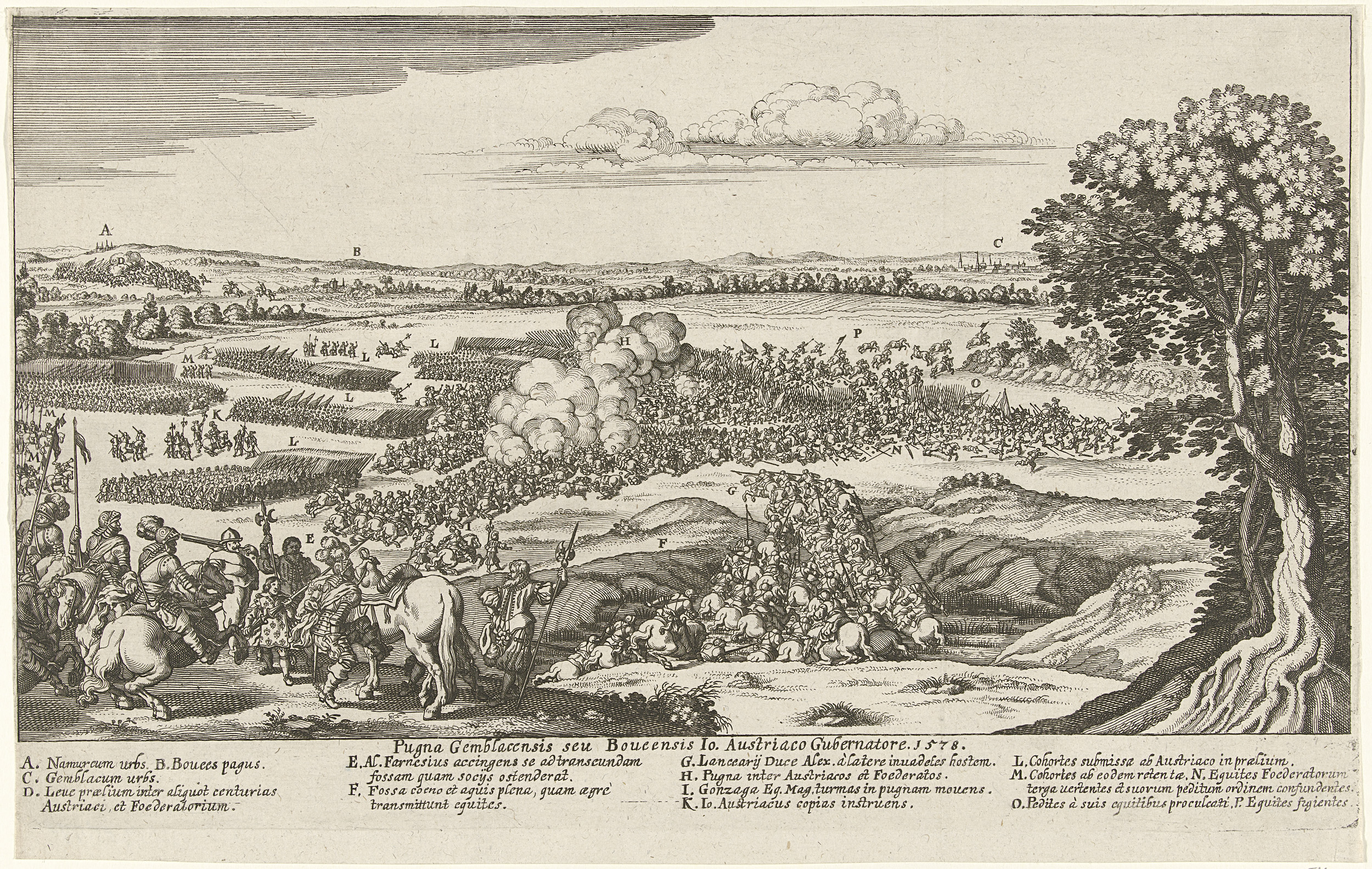
La batalla de Gembloux, por Johann Wilhelm Baur

- Batalla de Heiligerlee, 23 de mayo de 1568
- Batalla de Jemmingen, 21 de julio de 1568
- Batalla de Jodoigne, 16 de octubre de 1568
- Asedio de Mons, 1572
- Asedio de Haarlem, desde diciembre de 1572 hasta julio de 1573
- Batalla de Haarlemmermeer, 26 de mayo de 1573
- Asedio de Alkmaar, desde agosto de 1573 hasta el 8 de octubre de 1573
- Batalla de Mook, 15 de abril de 1574
- Asedio de Leiden, desde mayo de 1574 hasta el 3 de octubre de 1574
- Saqueo de Amberes, desde el 4 de noviembre hasta el 7 de noviembre de 1576
- Batalla de Gembloux, 31 de enero de 1578
- Asedio de Maastricht, 1579
- Batalla de Noordhorn, 30 de septiembre de 1581
- Batalla de Steenbergen, 1583
- Asedio de Amberes, desde 1584 hasta 1585
- Batalla de Empel, 7 y 8 de diciembre de 1585
- Sitio de Venlo (1586)
- Batalla de Zutphen (1586)
- Asedio de Deventer (1591)
- Batalla de Turnhout, 1597
- Asedio a Las Palmas de Gran Canaria, 1599
- Batalla de Nieuwpoort, 2 de julio de 1600
- Asedio de Ostende, desde 1601 hasta 1604
- Asedio de Groenlo, desde el 3 hasta el 14 de agosto de 1606
- Asedio de Breda, 1625
- Asedio de Grol, 1627
- Asedio de Bolduque, 1629
- Sitio de Lovaina, 1635
- Batalla de Lizard Point, 1637
- Batalla de Kollum, 1638
- Batalla de Cabañas, 1638
- Batalla de Dunkerque, 1639
- Batalla de las Dunas, 21 de octubre de 1639
- Asedio de Hulst, 1645
- Sitio de Venlo, octubre de 1646